# ICL-КПО ВС
ICL—КПО ВС (официальное наименование — АО «АйСиЭл — КПО ВС») — российская ИТ-компания, действующая в Казани. До середины 2014 года предприятие было интегрировано с японской корпорацией «Fujitsu» .

## История
В 1991 году одним из крупнейших производителей вычислительных комплексов (ЭВМ) в СССР Казанским производственным объединением вычислительных систем (КПО ВС) и крупнейшим производителем компьютеров Великобритании International Computers Limited (ICL) было создано советско-британское совместное предприятие «ICL-КПО ВС», зарегистрированное 2 июля 1991 года в Министерстве финансов РСФСР.
28 января 1992 года между Кабинетом министров Татарстана и ICL было подписано соглашение о сотрудничестве в области производства и внедрения новейших информационных технологий и оборудования. Проект предусматривал разработку, производство, сбыт и обслуживание технических и программных средств и технологий «ICL», в том числе микропроцессоров архитектуры SPARC-RISC, операционной системы UNIX 4.0, серверов DRS-6000 (англ.), на базе СП «ICL-КПО ВС», c уставным фондом 8 млн долларов США. Гарантом выполнения соглашения выступило правительство Татарстана, которое обязалось за первые три года вложить в предприятие 50 млн долларов, полученных от продажи экспортной квоты добытой в республике нефти (500 тыс. тонн в год).
30 сентября 1994 года предприятие было преобразовано в акционерное общество закрытого типа, а 11 июля 1997 года в открытое акционерное общество. 49 % акций, которыми владело правительство Татарстана, были выкуплены сотрудниками компании.
21 апреля 2000 года вышло постановление Кабинета Министров РТ «О мерах по поддержке высокотехнологичного производства средств информатизации в ОАО „ICL-КПО ВС“», в котором предприятие официально объявлялось генеральным поставщиком средств информатизации для нужд бюджетных организаций Республики Татарстан и главным подрядчиком работ по созданию единой информационной системы органов государственной власти и республиканского управления.
В 2000 году ICL-КПО ВС было награждено премией «Газпрома» за внедрение систем информационной безопасности АСУ ОАО «Газпром» в 1998—2000 годах. После создания СЗИ ЦПДУ, компания была назначена ведущим системным интегратором систем защиты информации ОАО «Газпром», разрабатывала и реализовала Единую комплексную систему информационной безопасности «Газпрома». Оборот фирмы в 2000 году составил 250 млн руб., увеличившись на 70 % по сравнению с предыдущим годом.
В 2001 году компания «ICL-КПО ВС» получила сертификат качества на соответствие требованиям ISO 9001. В то время в ней работало 450 сотрудников.
В 2002 году головная компания «ICL», приобретённая японской корпорацией «Fujitsu», была переименована в «Fujitsu Services Limited». Название казанской компании осталось неизменным.
С 2007 года чистая прибыль, получаемая компанией, направлялась только на развитие.
Компания планировала строительство нового завода, близ аэропорта «Казань». Проект был утверждён, но в виду финансово-экономического кризиса не смог привлечь требуемый объём инвестиций (10-20 млн долларов США), и потому в 2009 году был «заторможен».
В 2010 году компания нарастила объём продаж на 62 % по сравнению с предыдущим годом, он достиг 3,2 млрд рублей.
Согласно оценке CNews Analytics, в 2010 году ОАО «ICL-КПО ВС» стало крупнейшей российской ИТ-компанией вне Москвы и Санкт-Петербурга, а в 2011 году уступило эту позицию только новосозданной Группе компаний «Татинтек» (Альметьевск). Согласно оценке журнала Эксперт, в 2011 году компания находилась в тройке крупнейших российских ИТ-компаний в области производства оборудования. Кроме того, в 2011 году ОАО «ICL-КПО ВС» занимало 11 строку в рейтинге крупнейших ИТ-компании России в сфере защиты информации.
В 2012 году было начато строительство Завода промышленной электроники «ICL-КПО ВС». 24 мая 2012 года Президент Татарстана заложил капсулу с посланием потомкам в основание фундамента завода. По словам директора ОАО «ICL-КПО ВС», «строительство завода поможет вернуть Казани статус компьютерной столицы страны».
Строительство завода запланировано в селе Усады Лаишевского района Татарстана в 3 очереди. По окончании строительства на площади 8 га будут возведены 3 производственных комплекса и 2 инженерных центра. Общий объём финансирования строительства первой очереди — 600 млн рублей. Завершить строительство первой очереди планируется в первом квартале 2013 года. Полностью завод будет запущен в 2017 году. Суммарная производственная мощность предприятия по выпуску персональных компьютеров, ноутбуков, серверов и других изделий, должна составить 1 млн изделий в год.
9 апреля 2013 года в селе Усады Лаишевского района была запущена первая очередь завода ICL КПО ВС, который будет производить промышленную электронику и компьютерную технику — компьютеры, ноутбуки, серверы под брендом ICL RAY, а также под брендом Fujitsu — по заказу Fujitsu Technology Solutions.Инвестиции в создание первой очереди составили 600 млн руб
Также рядом проектируется строительство города-спутника «СМАРТ Сити Казань» размером 350 га. Реализация этого проекта запланирована на 2013—2020 годы, а оцениваемый объёмом инвестиций составляет порядка 2—2,5 млрд долларов США.
В июне 2013 года ОАО «ICL-КПО ВС» вышло из группы Fujitsu. Контрольный пакет, ранее принадлежавший Fujitsu Technology Solutions (Нидерланды), приобрело ООО «Научно-производственное объединение вычислительных систем» (ООО «НПО ВС»). В результате компания стала владельцем 62,28 % акций ICL..
В 2014 году ICL-КПО ВС провела ребрендинг в рамках своей структуры. Компания начала расширение с помощью специализации, когда под единым «зонтичным брендом» ICL на рынок ИТ-аутсорсинга самостоятельно вышла первая компания «зонтика» — ICL Services. В 2015 году ICL выпустила на рынок новый зонтичный бренд ICL Solutions. Под этим брендом заказчикам предлагаются прикладные ИТ-решения.
В 2018 году предприятие вошло в десятку крупнейших компаний России в сфере защиты информации, согласно рейтингу Cnews Security. Было расширено партнерские отношения в азиатском регионе (Япония, Сингапур), развивали компетенции в области IoT, машинного обучения, роботизации. В июне стали обладателем 5 уровня сертификации Huawei. Завершено строительство нового ультрасовременного просторного Технопарка, в котором уже начали свою работу сотрудники компании.
В 2019 году стали финалистами международного рейтинга SDI в номинациях «The best automation project» и «Тhe best large managed service provider», а также попала в ТОП-7 рейтинга European IT & Software Excellence Awards в категории «Data, information management or Analytics solution of the year».
6 декабря группой компаний ICL во Владивостоке зарегистрировано дочернее предприятие ICL Services Vostok. Компания будет сориентирована на работу с ИТ-рынками Японии, Кореи, Сингапура и Юго-Восточной Азии.
В 2020 году ICL приняло участие в национальных проектах «Здравоохранение» и «Образование», заняв 18 % рынка и став крупнейшим российским производителем компьютерного оборудования для этого сегмента. Входит в ТОП-100 поставщиков услуг аутсорсинга в мире (IAOP) и является единственной компанией России, удостоенной звания «Лидер» рынка. В рамках программы импортозамещения в 2020 году на заводе ICL произведено 110 тысяч единиц оборудования, из которых половина — на российских материнских платах.
В 2021 году группа компаний вновь выступила лидером среди российских компаний по производству оборудования, вошла в десятку крупнейших представителей области ИКТ. Помимо этого, проект ICL победил в номинации «Лучший региональный проект» на конкурсе «1С: Проект года». 2021 год был насыщенным на важнейшие события в жизни ГК: она выступила организатором 14-го крупнейшего всероссийского ИТ-форума ITSF-2021, а также встретила свой 30-летний юбилей. Коллектив ICL был удостоен Благодарности Президента Республики Татарстан за большой вклад в развитие отрасли информационных технологий, а его численность впервые превысила отметку в 4000 человек.
В 2022 году Fujitsu в связи с российским вторжением отказалось продлевать контракт с GDC Services (одной из группы компаний ICL КПО ВС), что привело к массовым сокращениям.
В 2022 году группа «Астра», известная разработкой линейки российских ОС Astra Linux, и ИТ-компания ICL КПО ВС из Татарстана создали совместную сервисную компанию ICL Astra Services для поддержки основного бизнеса «Астры».
В 2023 году ICL КПО ВС открыла в Иннополисе производство материнских плат для процессоров Intel, AMD, «Байкал» и «Эльбрус» плановой мощностью до 1 млн единиц в год. Инвестиции в запуск завода составили 2 млрд рублей, включая 663 млн от Фонда развития промышленности. Позднее компания сообщала о планах выпуска первого ноутбука на базе перспективного мобильного процессора «Байкал-L».

## Собственники
Согласно списку аффилированных лиц на 30.09.2015 г., структура собственников ОАО «ICL-КПО ВС» следующая:
- ООО «НПО ВС» — 42,28 % акций
- Виктор Васильевич Дьячков (генеральный директор) — 25,46 % акций
- ООО «Глобал Дата Консалтинг энд Сервисез» — 10 % акций
- Элина Анатольевна Силантьева — 5,07 % акций
- Евгений Витальевич Степанов (заместитель генерального директора) — 2,15 % акций
- Айдар Фаилевич Гузаиров — 1,5 % акций
- Игорь Викторович Кульмяков (генеральный директор ООО "НПО ВС") — 1,5 % акций
- Дмитрий Анатольевич Ляшко (технический директор) — 1 % акций
- Сергей Владимирович Соловьев (генеральный директор ООО «АйСиЭл Сервисез») — 0,78 % акций.

Учредителями главного акционера, ООО «НПО ВС», является менеджмент ICL.

## Структура
Производство компьютеров, серверов и ноутбуков осуществляется на казанском заводе «ICL-КПО ВС» под собственной торговой маркой «RAY» с 1993 года. Производственные мощности позволяют производить до 100 тысяч компьютеров в год. На предприятии аккредитовано военное представительство Минобороны России.
В состав компании входят 8 научно-технических центров, включая производственно-коммерческий центр; Центр глобального предоставления услуг ООО «Глобал Дата Консалтинг энд Сервисез» (Fujitsu preferred supplier); представительства в Москве, Санкт-Петербурге, Астрахани, Краснодаре, Воронеже, Владивостоке, Калининграде; более 130 авторизованных сервисных центров в различных городах России; Музей вычислительной техники в Казани и Виртуальный Казанский компьютерный музей на его базе.
Партнёрами ICL-КПО ВС являются мировые и российские компании: «APC Corporation», «Hewlett-Packard Development Company», «Intel Corporation», «Microsoft Corporation», компания «Информзащита», ЗАО «Лаборатория Касперского» и другие.

## Деятельность
Основные направления деятельности «ICL-КПО ВС»: серийное производство компьютерной техники, разработка программного обеспечения, системная интеграция и предоставление консалтинговых услуг. Компания занимается внедрением и сопровождением информационных, учётных, финансово-бухгалтерских систем, автоматизацией управления производственно-хозяйственной деятельностью в стандартах MRP II и ERP, дистрибуцией технических и программных средств, сервисным обслуживанием.
С 1991 года компания сотрудничает с МВД России в сфере разработки и внедрения программных и технических решений для правоохранительных органов. Она выпускает защищённые аппаратно-программные средства: аппаратно-программные комплексы «Барс», используемые для оперативного защищённого доступа к различным базам данных; аппаратно-программные комплексы «Зубр», предназначенные для специальных операций (ликвидации последствий чрезвычайных ситуаций, борьбы с терроризмом); аппаратно-программные комплексы «Панцирь», применяемые при обработке информации, содержащей государственную тайну, и другие. В 2012 году компания награждена благодарственным письмом Департамента информационных технологий, связи и защиты информации МВД России «за активное взаимодействие и сотрудничество в области информационных технологий, связи и защиты информации».
Другими ключевыми заказчиками ОАО «ICL-КПО ВС» в госсекторе являются Центры медицины катастроф и станции скорой медицинской помощи различных регионов России, МЧС России, Министерство информатизации и связи Республики Татарстан, Исполнительный комитет Казани.
В 2011 году компания реализовала 65 тыс. единиц продукции собственного производства на 1,3 млрд рублей. В 2012 году планируется реализовать 70 тыс. единиц продукции, а в 2014 году увеличить эти показатели до 100 тыс. единиц.
C 2000 года ОАО «ICL-КПО ВС» проводит ежегодный «Турнир ICL» — открытый чемпионат Татарстана по спортивному программированию среди команд школьников и студентов. Главным инициатором создания турнира был Василий Борисович Кононов, казанский программист и педагог. С 2010 года лучшие команды и их руководители получают премии Президента Республики Татарстан.
Группа ICL продолжает расти: объем реализации за 2018 год — 9 840 967 тыс. рублей (без НДС), что на 16,7% больше общих объемов 2017-го (8 435 409 тыс. рублей). Существенный рост продемонстрировали направления системной интеграции, IТ-аутсорсинга, производства и реализации оборудования. В структуре выручки системная интеграция, по предварительным прогнозам, занимает 37%, реализация оборудования собственного производства — 17%, IТ-аутсорсинг, консалтинг и разработка ПО — 39%.
Выручка ГК по итогам 2020 года показала рост на 15% по сравнению с 2019 годом, составив 13,6 млрд рублей без учета НДС, численность персонала выросла до 3900 человек. Это позволило ей занять 35 место в ранкинге TAdviser100: Крупнейшие ИТ-компании в России 2021. Вырос и объем уплаченных налогов и страховых взносов по группе компаний, который составил 1,78 млрд рублей, из которых 560,3 млн рублей — в республиканские и местные бюджеты.
Совокупная выручка группы компаний ICL по итогам 2021 года показала рост на 20% по сравнению с показателями 2020 года. Рост численности персонала также составил 14% процентов, и на сегодняшний день штат составляет 4465 человек. 